# Ґортва (річка)
Ґортва (словац. Gortva) — річка, права притока річки Рімава, протікає в окрузі Рімавска Собота.
Довжина — 38,5 км.
Витік знаходиться в масиві Церова Врховина на висоті приблизно 470 метрів.
Впадає у Рімаву між селами Єсенске і Шірковце на висоті 179.5 метра.